# Gran Camiño 2024
Gran Camiño 2024 var den 3. udgave af det spanske etapeløb Gran Camiño. Cykelløbets fire etaper blev kørt fra 22. februar hvor det startede med en enkeltstart i La Coruña, til 25. februar 2024 hvor løbet sluttede i Tui. Løbet var en del UCI Europe Tour 2024.
Jonas Vingegaard fra Team Visma  |  Lease a Bike vandt løbet suverænt for andet år i træk, efter at han havde vundet de tre linjeløbsetaper, der var gældende i klassementet. Vingegaard vandt med et samlet forspring på 1.55 min. ned til Lenny Martinez (Groupama-FDJ) på løbets andenplads.

## Etaperne
| Etape    | Dato     | Start – Mål                            | type | Afstand (km) | Elevation (m) | Etapevinder      | Førende rytter   |
| -------- | -------- | -------------------------------------- | ---- | ------------ | ------------- | ---------------- | ---------------- |
| 1. etape | 22. feb. | La Coruña – La Coruña                  |      | 14,8         | 176 m         | Joshua Tarling   | Joshua Tarling   |
| 2. etape | 23. feb. | Taboada – Chantada                     |      | 151,2        | 2.759 m       | Jonas Vingegaard | Jonas Vingegaard |
| 3. etape | 24. feb. | Xinzo de Limia – Castillo de Ribadavia |      | 173,2        | 2.318 m       | Jonas Vingegaard | Jonas Vingegaard |
| 4. etape | 25. feb. | Ponteareas – Tui                       |      | 132          | 3.290 m       | Jonas Vingegaard | Jonas Vingegaard |

### 1. etape
| La Coruña - La Coruña |  | (14,8 km) |

- Enkeltstarten talte ikke med i den samlede stilling på grund af ugunstige vejrforhold. Desuden blev der ikke tildelt UCI-point i henhold til UCI's beslutning. Enkeltstarten blev kørt på almindelige racercykler.

| \| Etaperesultat \| Etaperesultat \| Etaperesultat \| Etaperesultat \| Etaperesultat \| \| Rytter \| Rytter \| Hold \| Tid \| \| \| ------------- \| ------------------ \| -------------------------- \| ------------- \| ------------- \| \| 1. \| Joshua Tarling \| Ineos Grenadiers \| 18' 21" \| \| \| 2. \| Darren Rafferty \| EF Education-EasyPost \| + 42" \| \| \| 3. \| Pablo Castrillo \| Equipo Kern Pharma \| + 48" \| \| \| 4. \| Will Barta \| Movistar Team \| + 55" \| \| \| 5. \| Xabier Azparren \| Q36.5 Pro Cycling Team \| + 58" \| \| \| 6. \| Wilco Kelderman \| Team Visma \\| Lease a Bike \| + 1' 02" \| \| \| 7. \| Raúl García Pierna \| Arkéa-B&B Hotels \| + 1' 05" \| \| \| 8. \| Andrea Piccolo \| EF Education-EasyPost \| + 1' 09" \| \| \| 9. \| Carlos Canal \| Movistar Team \| + 1' 09" \| \| \| 10. \| Michał Kwiatkowski \| Ineos Grenadiers \| + 1' 14" \| \| |                    |                            |          |
| |                    |                            |          |
| Kilde: ProCyclingStats |                    |                            |          |
| Etaperesultat |                    |                            |          |
| Rytter | Rytter             | Hold                       | Tid      |
| 1. | Joshua Tarling     | Ineos Grenadiers           | 18' 21"  |
| 2. | Darren Rafferty    | EF Education-EasyPost      | + 42"    |
| 3. | Pablo Castrillo    | Equipo Kern Pharma         | + 48"    |
| 4. | Will Barta         | Movistar Team              | + 55"    |
| 5. | Xabier Azparren    | Q36.5 Pro Cycling Team     | + 58"    |
| 6. | Wilco Kelderman    | Team Visma \| Lease a Bike | + 1' 02" |
| 7. | Raúl García Pierna | Arkéa-B&B Hotels           | + 1' 05" |
| 8. | Andrea Piccolo     | EF Education-EasyPost      | + 1' 09" |
| 9. | Carlos Canal       | Movistar Team              | + 1' 09" |
| 10. | Michał Kwiatkowski | Ineos Grenadiers           | + 1' 14" |

### 2. etape
| Taboada - Chantada |  | (151,2 km) |

| \| Etaperesultat \| Etaperesultat \| Etaperesultat \| Etaperesultat \| Etaperesultat \| \| Rytter \| Rytter \| Hold \| Tid \| \| \| ------------- \| ------------------------ \| ---------------------------- \| ------------- \| ------------- \| \| 1. \| Jonas Vingegaard \| Team Visma \\| Lease a Bike \| 3t 50' 03" \| \| \| 2. \| Egan Bernal \| Ineos Grenadiers \| + 24" \| \| \| 3. \| Jefferson Alveiro Cepeda \| Caja Rural-Seguros RGA \| + 24" \| \| \| 4. \| Cian Uijtdebroeks \| Team Visma \\| Lease a Bike \| + 40" \| \| \| 5. \| Lenny Martinez \| Groupama-FDJ \| + 40" \| \| \| 6. \| Alex Molenaar \| Illes Balears Arabay Cycling \| + 46" \| \| \| 7. \| Quentin Pacher \| Groupama-FDJ \| + 46" \| \| \| 8. \| Matteo Fabbro \| Team Polti Kometa \| + 46" \| \| \| 9. \| Raúl García Pierna \| Arkéa-B&B Hotels \| + 46" \| \| \| 10. \| Richard Carapaz \| EF Education-EasyPost \| + 46" \| \| |                          |                              |            |
| |                          |                              |            |
| Kilde: ProCyclingStats |                          |                              |            |
| Etaperesultat |                          |                              |            |
| Rytter | Rytter                   | Hold                         | Tid        |
| 1. | Jonas Vingegaard         | Team Visma \| Lease a Bike   | 3t 50' 03" |
| 2. | Egan Bernal              | Ineos Grenadiers             | + 24"      |
| 3. | Jefferson Alveiro Cepeda | Caja Rural-Seguros RGA       | + 24"      |
| 4. | Cian Uijtdebroeks        | Team Visma \| Lease a Bike   | + 40"      |
| 5. | Lenny Martinez           | Groupama-FDJ                 | + 40"      |
| 6. | Alex Molenaar            | Illes Balears Arabay Cycling | + 46"      |
| 7. | Quentin Pacher           | Groupama-FDJ                 | + 46"      |
| 8. | Matteo Fabbro            | Team Polti Kometa            | + 46"      |
| 9. | Raúl García Pierna       | Arkéa-B&B Hotels             | + 46"      |
| 10. | Richard Carapaz          | EF Education-EasyPost        | + 46"      |

| \| Samlede stilling \| Samlede stilling \| Samlede stilling \| Samlede stilling \| Samlede stilling \| \| Rytter \| Rytter \| Hold \| Tid \| \| \| ---------------- \| ------------------------ \| ---------------------------- \| ---------------- \| ---------------- \| \| 1. \| Jonas Vingegaard \| Team Visma \\| Lease a Bike \| 3t 49' 53" \| \| \| 2. \| Egan Bernal \| Ineos Grenadiers \| + 28" \| \| \| 3. \| Jefferson Alveiro Cepeda \| Caja Rural-Seguros RGA \| + 30" \| \| \| 4. \| Cian Uijtdebroeks \| Team Visma \\| Lease a Bike \| + 50" \| \| \| 5. \| Lenny Martinez \| Groupama-FDJ \| + 50" \| \| \| 6. \| Ruben Guerreiro \| Movistar Team \| + 53" \| \| \| 7. \| Alex Molenaar \| Illes Balears Arabay Cycling \| + 54" \| \| \| 8. \| Raúl García Pierna \| Arkéa-B&B Hotels \| + 55" \| \| \| 9. \| Quentin Pacher \| Groupama-FDJ \| + 56" \| \| \| 10. \| Matteo Fabbro \| Team Polti Kometa \| + 56" \| \| |                          |                              |            |
| |                          |                              |            |
| Kilde: ProCyclingStats |                          |                              |            |
| Samlede stilling |                          |                              |            |
| Rytter | Rytter                   | Hold                         | Tid        |
| 1. | Jonas Vingegaard         | Team Visma \| Lease a Bike   | 3t 49' 53" |
| 2. | Egan Bernal              | Ineos Grenadiers             | + 28"      |
| 3. | Jefferson Alveiro Cepeda | Caja Rural-Seguros RGA       | + 30"      |
| 4. | Cian Uijtdebroeks        | Team Visma \| Lease a Bike   | + 50"      |
| 5. | Lenny Martinez           | Groupama-FDJ                 | + 50"      |
| 6. | Ruben Guerreiro          | Movistar Team                | + 53"      |
| 7. | Alex Molenaar            | Illes Balears Arabay Cycling | + 54"      |
| 8. | Raúl García Pierna       | Arkéa-B&B Hotels             | + 55"      |
| 9. | Quentin Pacher           | Groupama-FDJ                 | + 56"      |
| 10. | Matteo Fabbro            | Team Polti Kometa            | + 56"      |

### 3. etape
| Xinzo de Limia - Castillo de Ribadavia |  | (173,2 km) |

| \| Etaperesultat \| Etaperesultat \| Etaperesultat \| Etaperesultat \| Etaperesultat \| \| Rytter \| Rytter \| Hold \| Tid \| \| \| ------------- \| ------------------ \| -------------------------- \| ------------- \| ------------- \| \| 1. \| Jonas Vingegaard \| Team Visma \\| Lease a Bike \| 4t 03' 14" \| \| \| 2. \| Carlos Canal \| Movistar Team \| + 29" \| \| \| 3. \| Quentin Pacher \| Groupama-FDJ \| + 29" \| \| \| 4. \| Gotzon Martín \| Euskaltel-Euskadi \| + 29" \| \| \| 5. \| Thomas Silva \| Caja Rural-Seguros RGA \| + 29" \| \| \| 6. \| Joan Bou \| Euskaltel-Euskadi \| + 29" \| \| \| 7. \| David Gaudu \| Groupama-FDJ \| + 29" \| \| \| 8. \| Gianluca Brambilla \| Q36.5 Pro Cycling Team \| + 29" \| \| \| 9. \| Raúl García Pierna \| Arkéa-B&B Hotels \| + 29" \| \| \| 10. \| Ruben Guerreiro \| Movistar Team \| + 29" \| \| |                    |                            |            |
| |                    |                            |            |
| Kilde: ProCyclingStats |                    |                            |            |
| Etaperesultat |                    |                            |            |
| Rytter | Rytter             | Hold                       | Tid        |
| 1. | Jonas Vingegaard   | Team Visma \| Lease a Bike | 4t 03' 14" |
| 2. | Carlos Canal       | Movistar Team              | + 29"      |
| 3. | Quentin Pacher     | Groupama-FDJ               | + 29"      |
| 4. | Gotzon Martín      | Euskaltel-Euskadi          | + 29"      |
| 5. | Thomas Silva       | Caja Rural-Seguros RGA     | + 29"      |
| 6. | Joan Bou           | Euskaltel-Euskadi          | + 29"      |
| 7. | David Gaudu        | Groupama-FDJ               | + 29"      |
| 8. | Gianluca Brambilla | Q36.5 Pro Cycling Team     | + 29"      |
| 9. | Raúl García Pierna | Arkéa-B&B Hotels           | + 29"      |
| 10. | Ruben Guerreiro    | Movistar Team              | + 29"      |

| \| Samlede stilling \| Samlede stilling \| Samlede stilling \| Samlede stilling \| Samlede stilling \| \| Rytter \| Rytter \| Hold \| Tid \| \| \| ---------------- \| ------------------------ \| -------------------------- \| ---------------- \| ---------------- \| \| 1. \| Jonas Vingegaard \| Team Visma \\| Lease a Bike \| 7t 52' 51" \| \| \| 2. \| Egan Bernal \| Ineos Grenadiers \| + 1' 13" \| \| \| 3. \| Jefferson Alveiro Cepeda \| Caja Rural-Seguros RGA \| + 1' 15" \| \| \| 4. \| Cian Uijtdebroeks \| Team Visma \\| Lease a Bike \| + 1' 35" \| \| \| 5. \| Lenny Martinez \| Groupama-FDJ \| + 1' 35" \| \| \| 6. \| Quentin Pacher \| Groupama-FDJ \| + 1' 37" \| \| \| 7. \| Ruben Guerreiro \| Movistar Team \| + 1' 38" \| \| \| 8. \| Raúl García Pierna \| Arkéa-B&B Hotels \| + 1' 40" \| \| \| 9. \| Richard Carapaz \| EF Education-EasyPost \| + 1' 40" \| \| \| 10. \| David Gaudu \| Groupama-FDJ \| + 1' 41" \| \| |                          |                            |            |
| |                          |                            |            |
| Kilde: ProCyclingStats |                          |                            |            |
| Samlede stilling |                          |                            |            |
| Rytter | Rytter                   | Hold                       | Tid        |
| 1. | Jonas Vingegaard         | Team Visma \| Lease a Bike | 7t 52' 51" |
| 2. | Egan Bernal              | Ineos Grenadiers           | + 1' 13"   |
| 3. | Jefferson Alveiro Cepeda | Caja Rural-Seguros RGA     | + 1' 15"   |
| 4. | Cian Uijtdebroeks        | Team Visma \| Lease a Bike | + 1' 35"   |
| 5. | Lenny Martinez           | Groupama-FDJ               | + 1' 35"   |
| 6. | Quentin Pacher           | Groupama-FDJ               | + 1' 37"   |
| 7. | Ruben Guerreiro          | Movistar Team              | + 1' 38"   |
| 8. | Raúl García Pierna       | Arkéa-B&B Hotels           | + 1' 40"   |
| 9. | Richard Carapaz          | EF Education-EasyPost      | + 1' 40"   |
| 10. | David Gaudu              | Groupama-FDJ               | + 1' 41"   |

### 4. etape
| Ponteareas - Tui |  | (132 km) |

- På grund af ugunstige vejrforhold blev etapen forkortet med 29 km og endte ved den første af de oprindelige to passager af Monte Aloia Naturpark.

| \| Etaperesultat \| Etaperesultat \| Etaperesultat \| Etaperesultat \| Etaperesultat \| \| Rytter \| Rytter \| Hold \| Tid \| \| \| ------------- \| ------------------------ \| -------------------------- \| ------------- \| ------------- \| \| 1. \| Jonas Vingegaard \| Team Visma \\| Lease a Bike \| 3t 27' 20" \| \| \| 2. \| Lenny Martinez \| Groupama-FDJ \| + 16" \| \| \| 3. \| Hugh Carthy \| EF Education-EasyPost \| + 45" \| \| \| 4. \| Egan Bernal \| Ineos Grenadiers \| + 48" \| \| \| 5. \| Jefferson Alveiro Cepeda \| Caja Rural-Seguros RGA \| + 49" \| \| \| 6. \| Cian Uijtdebroeks \| Team Visma \\| Lease a Bike \| + 57" \| \| \| 7. \| Javier Romo \| Movistar Team \| + 1' 04" \| \| \| 8. \| Matteo Fabbro \| Team Polti Kometa \| + 1' 10" \| \| \| 9. \| Quentin Pacher \| Groupama-FDJ \| + 1' 11" \| \| \| 10. \| Raúl García Pierna \| Arkéa-B&B Hotels \| + 1' 11" \| \| |                          |                            |            |
| |                          |                            |            |
| Kilde: ProCyclingStats |                          |                            |            |
| Etaperesultat |                          |                            |            |
| Rytter | Rytter                   | Hold                       | Tid        |
| 1. | Jonas Vingegaard         | Team Visma \| Lease a Bike | 3t 27' 20" |
| 2. | Lenny Martinez           | Groupama-FDJ               | + 16"      |
| 3. | Hugh Carthy              | EF Education-EasyPost      | + 45"      |
| 4. | Egan Bernal              | Ineos Grenadiers           | + 48"      |
| 5. | Jefferson Alveiro Cepeda | Caja Rural-Seguros RGA     | + 49"      |
| 6. | Cian Uijtdebroeks        | Team Visma \| Lease a Bike | + 57"      |
| 7. | Javier Romo              | Movistar Team              | + 1' 04"   |
| 8. | Matteo Fabbro            | Team Polti Kometa          | + 1' 10"   |
| 9. | Quentin Pacher           | Groupama-FDJ               | + 1' 11"   |
| 10. | Raúl García Pierna       | Arkéa-B&B Hotels           | + 1' 11"   |

## Trøjernes fordeling gennem løbet
| Etape    |        | Vinder _         | Samlede stilling | Pointtrøje       | Bjergtrøje       | Ungdomstrøje      | Holdkonkurrence _          |
| -------- | ------ | ---------------- | ---------------- | ---------------- | ---------------- | ----------------- | -------------------------- |
| 1. etape |        | Joshua Tarling   | Joshua Tarling   | Joshua Tarling   | Paul Double      | Joshua Tarling    | Ineos Grenadiers           |
| 2. etape |        | Jonas Vingegaard | Jonas Vingegaard | Jonas Vingegaard | José Manuel Díaz | Cian Uijtdebroeks | Groupama-FDJ               |
| 3. etape |        | Jonas Vingegaard | Jonas Vingegaard | Jonas Vingegaard | Jonas Vingegaard | Cian Uijtdebroeks | Team Visma \| Lease a Bike |
| 4. etape |        | Jonas Vingegaard | Jonas Vingegaard | Jonas Vingegaard | Jonas Vingegaard | Lenny Martinez    | Team Visma \| Lease a Bike |
| Samlet   | Samlet |                  | Jonas Vingegaard | Jonas Vingegaard | Jonas Vingegaard | Lenny Martinez    | Team Visma \| Lease a Bike |

## Resultater

### Samlede stilling
| \| Samlede stilling \| Samlede stilling \| Samlede stilling \| Samlede stilling \| Samlede stilling \| \| Rytter \| Rytter \| Hold \| Tid \| \| \| ---------------- \| ------------------------ \| -------------------------- \| ---------------- \| ---------------- \| \| 1. \| Jonas Vingegaard \| Team Visma \\| Lease a Bike \| 11t 20' 01" \| \| \| 2. \| Lenny Martinez \| Groupama-FDJ \| + 1' 55" \| \| \| 3. \| Egan Bernal \| Ineos Grenadiers \| + 2' 11" \| \| \| 4. \| Jefferson Alveiro Cepeda \| Caja Rural-Seguros RGA \| + 2' 14" \| \| \| 5. \| Cian Uijtdebroeks \| Team Visma \\| Lease a Bike \| + 2' 42" \| \| \| 6. \| Hugh Carthy \| EF Education-EasyPost \| + 2' 42" \| \| \| 7. \| Quentin Pacher \| Groupama-FDJ \| + 2' 58" \| \| \| 8. \| Ruben Guerreiro \| Movistar Team \| + 2' 59" \| \| \| 9. \| Raúl García Pierna \| Arkéa-B&B Hotels \| + 3' 01" \| \| \| 10. \| Matteo Fabbro \| Team Polti Kometa \| + 3' 01" \| \| |                          |                            |             |
| |                          |                            |             |
| Kilde: ProCyclingStats |                          |                            |             |
| Samlede stilling |                          |                            |             |
| Rytter | Rytter                   | Hold                       | Tid         |
| 1. | Jonas Vingegaard         | Team Visma \| Lease a Bike | 11t 20' 01" |
| 2. | Lenny Martinez           | Groupama-FDJ               | + 1' 55"    |
| 3. | Egan Bernal              | Ineos Grenadiers           | + 2' 11"    |
| 4. | Jefferson Alveiro Cepeda | Caja Rural-Seguros RGA     | + 2' 14"    |
| 5. | Cian Uijtdebroeks        | Team Visma \| Lease a Bike | + 2' 42"    |
| 6. | Hugh Carthy              | EF Education-EasyPost      | + 2' 42"    |
| 7. | Quentin Pacher           | Groupama-FDJ               | + 2' 58"    |
| 8. | Ruben Guerreiro          | Movistar Team              | + 2' 59"    |
| 9. | Raúl García Pierna       | Arkéa-B&B Hotels           | + 3' 01"    |
| 10. | Matteo Fabbro            | Team Polti Kometa          | + 3' 01"    |

### Bjergkonkurrencen
| Bjergkonkurrence | Bjergkonkurrence     | Bjergkonkurrence           | Bjergkonkurrence | Bjergkonkurrence |
| Rytter           | Rytter               | Hold                       | Point            |                  |
| ---------------- | -------------------- | -------------------------- | ---------------- | ---------------- |
| 1.               | Jonas Vingegaard     | Team Visma \| Lease a Bike | 19 point         |                  |
| 2.               | David de la Cruz     | Q36.5 Pro Cycling Team     | 9 point          |                  |
| 3.               | José Manuel Díaz     | Burgos-BH                  | 6 point          |                  |
| 4.               | Lenny Martinez       | Groupama-FDJ               | 6 point          |                  |
| 5.               | Walter Calzoni       | Q36.5 Pro Cycling Team     | 5 point          |                  |
| 6.               | Xabier Azparren      | Q36.5 Pro Cycling Team     | 5 point          |                  |
| 7.               | Egan Bernal          | Ineos Grenadiers           | 5 point          |                  |
| 8.               | Hugh Carthy          | EF Education-EasyPost      | 4 point          |                  |
| 9.               | Frederico Figueiredo | Sabgal-Anicolor            | 4 point          |                  |
| 10.              | Wilco Kelderman      | Team Visma \| Lease a Bike | 3 point          |                  |

### Pointkonkurrencen
| Pointkonkurrence | Pointkonkurrence         | Pointkonkurrence           | Pointkonkurrence | Pointkonkurrence |
| Rytter           | Rytter                   | Hold                       | Point            |                  |
| ---------------- | ------------------------ | -------------------------- | ---------------- | ---------------- |
| 1.               | Jonas Vingegaard         | Team Visma \| Lease a Bike | 100 point        |                  |
| 2.               | Egan Bernal              | Ineos Grenadiers           | 49 point         |                  |
| 3.               | Quentin Pacher           | Groupama-FDJ               | 44 point         |                  |
| 4.               | Jefferson Alveiro Cepeda | Caja Rural-Seguros RGA     | 43 point         |                  |
| 5.               | Lenny Martinez           | Groupama-FDJ               | 42 point         |                  |
| 6.               | Cian Uijtdebroeks        | Team Visma \| Lease a Bike | 37 point         |                  |
| 7.               | Carlos Canal             | Movistar Team              | 31 point         |                  |
| 8.               | Hugh Carthy              | EF Education-EasyPost      | 26 point         |                  |
| 9.               | Raúl García Pierna       | Arkéa-B&B Hotels           | 26 point         |                  |
| 10.              | Ruben Guerreiro          | Movistar Team              | 24 point         |                  |

### Ungdomskonkurrencen
| Ungdomskonkurrence | Ungdomskonkurrence | Ungdomskonkurrence         | Ungdomskonkurrence | Ungdomskonkurrence |
| Rytter             | Rytter             | Hold                       | Tid                |                    |
| ------------------ | ------------------ | -------------------------- | ------------------ | ------------------ |
| 1.                 | Lenny Martinez     | Groupama-FDJ               | 11t 21' 56"        |                    |
| 2.                 | Cian Uijtdebroeks  | Team Visma \| Lease a Bike | + 47"              |                    |
| 3.                 | Raúl García Pierna | Arkéa-B&B Hotels           | + 1' 06"           |                    |
| 4.                 | Carlos Canal       | Movistar Team              | + 2' 20"           |                    |
| 5.                 | Thomas Silva       | Caja Rural-Seguros RGA     | + 2' 28"           |                    |
| 6.                 | Darren Rafferty    | EF Education-EasyPost      | + 3' 19"           |                    |
| 7.                 | Reuben Thompson    | Groupama-FDJ               | + 5' 56"           |                    |
| 8.                 | Enzo Paleni        | Groupama-FDJ               | + 8' 49"           |                    |
| 9.                 | Ben Tulett         | Team Visma \| Lease a Bike | + 10' 29"          |                    |
| 10.                | Carlos Rodríguez   | Ineos Grenadiers           | + 10' 40"          |                    |

### Holdkonkurrencen
| Holdkonkurrence | Holdkonkurrence            | Holdkonkurrence | Holdkonkurrence |
| Hold            | Hold                       | Tid             |                 |
| --------------- | -------------------------- | --------------- | --------------- |
| 1.              | Team Visma \| Lease a Bike | 34t 07' 38"     |                 |
| 2.              | Groupama-FDJ               | + 1' 55"        |                 |
| 3.              | EF Education-EasyPost      | + 3' 34"        |                 |
| 4.              | Movistar Team              | + 5' 44"        |                 |
| 5.              | Euskaltel-Euskadi          | + 7' 12"        |                 |
| 6.              | Caja Rural-Seguros RGA     | + 12' 12"       |                 |
| 7.              | Ineos Grenadiers           | + 13' 31"       |                 |
| 8.              | Q36.5 Pro Cycling Team     | + 22' 03"       |                 |
| 9.              | Equipo Kern Pharma         | + 29' 46"       |                 |
| 10.             | Burgos-BH                  | + 30' 39"       |                 |

## Hold og ryttere
| UCI WorldTeams (6)- Arkéa-B&B Hotels - EF Education-EasyPost - Groupama-FDJ - Ineos Grenadiers - Movistar Team - Team Visma \| Lease a Bike UCI ProTeams (6)- Burgos-BH - Caja Rural-Seguros RGA - Equipo Kern Pharma - Euskaltel-Euskadi - Q36.5 Pro Cycling Team - Polti Kometa UCI Kontinentalhold (5)- AP Hotels & Resorts-Tavira-SC Farense - Efapel Cycling - Illes Balears Arabay Cycling - Sabgal / Anicolor - Tavfer-Ovos Matinados-Mortágua |
| |

### Danske ryttere
| Danske ryttere på startlisten |                  |                            |           |
| Rygnummer                     | Rytter           | Hold                       | Placering |
| 1                             | Jonas Vingegaard | Team Visma \| Lease a Bike | 1         |
| 164                           | Mathias Bregnhøj | Sabgal / Anicolor          | 54        |

* DNS = stillede ikke til start

### Startliste
| Team Visma \| Lease a Bike TVL | Team Visma \| Lease a Bike TVL | Team Visma \| Lease a Bike TVL |
| ------------------------------ | ------------------------------ | ------------------------------ |
| Nr.                            | Rytter                         | Placering                      |
| 1                              | Jonas Vingegaard (DEN)         | 1.                             |
| 2                              | Ben Tulett (GBR)               | 30.                            |
| 3                              | Cian Uijtdebroeks (BEL)        | 5.                             |
| 4                              | Wilco Kelderman (NED)          | 28.                            |
| 5                              | Menno Huising (NED)            | 86.                            |
| 6                              | Tijmen Graat (NED)             | 37.                            |
| 7                              | Johannes Staune-Mittet (NOR)   | 56.                            |

| Movistar Team MOV | Movistar Team MOV     | Movistar Team MOV |
| ----------------- | --------------------- | ----------------- |
| Nr.               | Rytter                | Placering         |
| 11                | Ruben Guerreiro (POR) | 8.                |
| 12                | Will Barta (USA)      | 79.               |
| 13                | Carlos Canal (ESP)    | 13.               |
| 14                | Sergio Samitier (ESP) | 58.               |
| 15                | Jorge Arcas (ESP)     | 68.               |
| 16                | Javier Romo (ESP)     | 21.               |
| 17                | Iván Sosa (COL)       | 20.               |

| Ineos Grenadiers IGD | Ineos Grenadiers IGD                     | Ineos Grenadiers IGD |
| -------------------- | ---------------------------------------- | -------------------- |
| Nr.                  | Rytter                                   | Placering            |
| 21                   | Egan Bernal (COL)                        | 3.                   |
| 22                   | Jonathan Castroviejo (ESP) (enkeltstart) | 36.                  |
| 23                   | Omar Fraile (ESP)                        | 41.                  |
| 24                   | Ethan Hayter (GBR)                       | 78.                  |
| 25                   | Michał Kwiatkowski (POL) (enkeltstart)   | DNF-2                |
| 26                   | Carlos Rodríguez (ESP)                   | 31.                  |
| 27                   | Joshua Tarling (GBR) (enkeltstart)       | 39.                  |

| EF Education-EasyPost EFE | EF Education-EasyPost EFE           | EF Education-EasyPost EFE |
| ------------------------- | ----------------------------------- | ------------------------- |
| Nr.                       | Rytter                              | Placering                 |
| 31                        | Richard Carapaz (ECU) (enkeltstart) | 11.                       |
| 32                        | Hugh Carthy (GBR)                   | 6.                        |
| 33                        | Lukas Nerurkar (GBR)                | 64.                       |
| 34                        | Andrea Piccolo (ITA)                | DNF-4                     |
| 35                        | Neilson Powless (USA)               | DNF-4                     |
| 36                        | Darren Rafferty (IRL)               | 17.                       |
| 37                        | Rigoberto Urán (COL)                | 26.                       |

| Arkéa-B&B Hotels ARK | Arkéa-B&B Hotels ARK          | Arkéa-B&B Hotels ARK |
| -------------------- | ----------------------------- | -------------------- |
| Nr.                  | Rytter                        | Placering            |
| 41                   | Raúl García Pierna (ESP)      | 9.                   |
| 42                   | Alessandro Verre (ITA)        | 60.                  |
| 43                   | Baptiste Gillet (FRA)         | DNF-4                |
| 44                   | Nicolas Milesi (ITA)          | 62.                  |
| 45                   | Embret Svestad-Bårdseng (NOR) | 35.                  |
| 46                   | Pierre Thierry (FRA)          | 69.                  |

| Groupama-FDJ GFC | Groupama-FDJ GFC       | Groupama-FDJ GFC |
| ---------------- | ---------------------- | ---------------- |
| Nr.              | Rytter                 | Placering        |
| 51               | David Gaudu (FRA)      | 18.              |
| 52               | Clément Davy (FRA)     | 66.              |
| 53               | Lenny Martinez (FRA)   | 2.               |
| 54               | Quentin Pacher (FRA)   | 7.               |
| 55               | Enzo Paleni (FRA)      | 27.              |
| 56               | Eddy Le Huitouze (FRA) | DNF-4            |
| 57               | Reuben Thompson (NZL)  | 24.              |

| Caja Rural-Seguros RGA CJR | Caja Rural-Seguros RGA CJR     | Caja Rural-Seguros RGA CJR |
| -------------------------- | ------------------------------ | -------------------------- |
| Nr.                        | Rytter                         | Placering                  |
| 61                         | Julen Arriola-Bengoa (ESP)     | DNF-4                      |
| 62                         | Sebastian Berwick (AUS)        | 75.                        |
| 63                         | Jefferson Alveiro Cepeda (ECU) | 4.                         |
| 64                         | Calum Johnston (GBR)           | DNF-4                      |
| 65                         | Jokin Murguialday (ESP)        | 81.                        |
| 66                         | Thomas Silva (URU)             | 14.                        |
| 67                         | Samuel Fernández (ESP)         | 32.                        |

| Equipo Kern Pharma EKP | Equipo Kern Pharma EKP      | Equipo Kern Pharma EKP |
| ---------------------- | --------------------------- | ---------------------- |
| Nr.                    | Rytter                      | Placering              |
| 71                     | Urko Berrade (ESP)          | 44.                    |
| 72                     | Pablo Castrillo (ESP)       | 45.                    |
| 73                     | Iván Cobo (ESP)             | 42.                    |
| 74                     | José Félix Parra (ESP)      | 53.                    |
| 75                     | Ibon Ruiz (ESP)             | 25.                    |
| 76                     | Eugenio Sánchez López (ESP) | 47.                    |
| 77                     | Diego Uriarte (ESP)         | DNS-4                  |

| Burgos-BH BBH | Burgos-BH BBH            | Burgos-BH BBH |
| ------------- | ------------------------ | ------------- |
| Nr.           | Rytter                   | Placering     |
| 81            | José Manuel Díaz (ESP)   | 34.           |
| 82            | Mario Aparicio (ESP)     | 46.           |
| 83            | Victor Langellotti (MON) | 71.           |
| 84            | Alejandro Franco (ESP)   | DNF-2         |
| 85            | Eric Fagúndez (URU)      | 19.           |
| 86            | Sinuhé Fernández (ESP)   | 43.           |
| 87            | Jesús Ezquerra (ESP)     | 63.           |

| Euskaltel-Euskadi EUS | Euskaltel-Euskadi EUS   | Euskaltel-Euskadi EUS |
| --------------------- | ----------------------- | --------------------- |
| Nr.                   | Rytter                  | Placering             |
| 91                    | Joan Bou (ESP)          | 16.                   |
| 92                    | Enekoitz Azparren (ESP) | 48.                   |
| 93                    | Asier Etxeberria (ESP)  | 52.                   |
| 94                    | Txomin Juaristi (ESP)   | 23.                   |
| 95                    | Mikel Bizkarra (ESP)    | 22.                   |
| 96                    | Ibai Azurmendi (ESP)    | DNF-4                 |
| 97                    | Gotzon Martín (ESP)     | 15.                   |

| Q36.5 Pro Cycling Team Q36 | Q36.5 Pro Cycling Team Q36 | Q36.5 Pro Cycling Team Q36 |
| -------------------------- | -------------------------- | -------------------------- |
| Nr.                        | Rytter                     | Placering                  |
| 101                        | Negasi Abreha (ETH)        | 80.                        |
| 102                        | Xabier Azparren (ESP)      | 61.                        |
| 103                        | Gianluca Brambilla (ITA)   | DNF-4                      |
| 104                        | Walter Calzoni (ITA)       | 40.                        |
| 105                        | David de la Cruz (ESP)     | 29.                        |
| 106                        | Alessandro Fancellu (ITA)  | 12.                        |
| 107                        | Joey Rosskopf (USA)        | 57.                        |

| Team Polti Kometa PTK | Team Polti Kometa PTK  | Team Polti Kometa PTK |
| --------------------- | ---------------------- | --------------------- |
| Nr.                   | Rytter                 | Placering             |
| 111                   | Paul Double (GBR)      | DNF-4                 |
| 112                   | Francisco Muñoz (ESP)  | DNF-4                 |
| 113                   | Mirco Maestri (ITA)    | 51.                   |
| 114                   | Álex Martín (ESP)      | DNF-4                 |
| 115                   | Matteo Fabbro (ITA)    | 10.                   |
| 116                   | Davide Bais (ITA)      | DNF-4                 |
| 117                   | Andrea Pietrobon (ITA) | 70.                   |

| Illes Balears Arabay Cycling IBA | Illes Balears Arabay Cycling IBA | Illes Balears Arabay Cycling IBA |
| -------------------------------- | -------------------------------- | -------------------------------- |
| Nr.                              | Rytter                           | Placering                        |
| 121                              | Andrew Vollmer (USA)             | 50.                              |
| 122                              | Alex Molenaar (NED)              | 38.                              |
| 123                              | Unai Esparza (ESP)               | 74.                              |
| 124                              | Joan Albert Riera (ESP)          | DNF-4                            |
| 125                              | Asier Pablo González (ESP)       | DNF-4                            |
| 126                              | Pau Llaneras (ESP)               | DNF-2                            |
| 127                              | José María García (ESP)          | DNF-4                            |

| Efapel Cycling EFL | Efapel Cycling EFL   | Efapel Cycling EFL |
| ------------------ | -------------------- | ------------------ |
| Nr.                | Rytter               | Placering          |
| 131                | Abner González (PUR) | DNF-3              |
| 132                | Tiago Antunes (POR)  | 83.                |
| 134                | Viacheslav Ivanov    | DNF-2              |
| 135                | Joaquim Silva (POR)  | 55.                |
| 136                | Pedro Pinto (POR)    | 73.                |
| 137                | Keegan Swirbul (USA) | 84.                |

| Tavfer-Ovos Matinados-Mortágua TAV | Tavfer-Ovos Matinados-Mortágua TAV | Tavfer-Ovos Matinados-Mortágua TAV |
| ---------------------------------- | ---------------------------------- | ---------------------------------- |
| Nr.                                | Rytter                             | Placering                          |
| 141                                | Ángel Sánchez Rebollid (ESP)       | DNF-4                              |
| 142                                | João Matias (POR)                  | DNF-4                              |
| 143                                | Rafael Barbas (POR)                | 85.                                |
| 144                                | Gonçalo Carvalho (POR)             | DNF-4                              |
| 145                                | César Martingil (POR)              | DNF-4                              |
| 146                                | Nicolás Sáenz (COL)                | DNF-4                              |

| AP Hotels & Resorts-Tavira-SC Farense ATF | AP Hotels & Resorts-Tavira-SC Farense ATF | AP Hotels & Resorts-Tavira-SC Farense ATF |
| ----------------------------------------- | ----------------------------------------- | ----------------------------------------- |
| Nr.                                       | Rytter                                    | Placering                                 |
| 151                                       | Delio Fernández (ESP)                     | 82.                                       |
| 152                                       | Samuel Blanco (ESP)                       | 49.                                       |
| 153                                       | Venceslau Fernandes (POR)                 | 77.                                       |
| 154                                       | Diogo Barbosa (POR)                       | 67.                                       |
| 155                                       | Álvaro Trueba (ESP)                       | 76.                                       |
| 157                                       | Francisco Campos (POR)                    | DNF-4                                     |

| Sabgal-Anicolor SAT | Sabgal-Anicolor SAT            | Sabgal-Anicolor SAT |
| ------------------- | ------------------------------ | ------------------- |
| Nr.                 | Rytter                         | Placering           |
| 161                 | Frederico Figueiredo (POR)     | 33.                 |
| 162                 | Rafael Reis (POR)              | 72.                 |
| 163                 | Oscar Moscardo (ESP)           | DNF-4               |
| 164                 | Mathias Bregnhøj (DEN)         | 54.                 |
| 165                 | Guillermo García Janeiro (ESP) | 87.                 |
| 166                 | Duarte Domingues (POR)         | 65.                 |
| 167                 | José Sousa (POR)               | 59.                 |

| Team Visma \| Lease a Bike TVL | Team Visma \| Lease a Bike TVL | Team Visma \| Lease a Bike TVL |
| ------------------------------ | ------------------------------ | ------------------------------ |
| Nr.                            | Rytter                         | Placering                      |
| 1                              | Jonas Vingegaard (DEN)         | 1.                             |
| 2                              | Ben Tulett (GBR)               | 30.                            |
| 3                              | Cian Uijtdebroeks (BEL)        | 5.                             |
| 4                              | Wilco Kelderman (NED)          | 28.                            |
| 5                              | Menno Huising (NED)            | 86.                            |
| 6                              | Tijmen Graat (NED)             | 37.                            |
| 7                              | Johannes Staune-Mittet (NOR)   | 56.                            |

| Movistar Team MOV | Movistar Team MOV     | Movistar Team MOV |
| ----------------- | --------------------- | ----------------- |
| Nr.               | Rytter                | Placering         |
| 11                | Ruben Guerreiro (POR) | 8.                |
| 12                | Will Barta (USA)      | 79.               |
| 13                | Carlos Canal (ESP)    | 13.               |
| 14                | Sergio Samitier (ESP) | 58.               |
| 15                | Jorge Arcas (ESP)     | 68.               |
| 16                | Javier Romo (ESP)     | 21.               |
| 17                | Iván Sosa (COL)       | 20.               |

| Ineos Grenadiers IGD | Ineos Grenadiers IGD                     | Ineos Grenadiers IGD |
| -------------------- | ---------------------------------------- | -------------------- |
| Nr.                  | Rytter                                   | Placering            |
| 21                   | Egan Bernal (COL)                        | 3.                   |
| 22                   | Jonathan Castroviejo (ESP) (enkeltstart) | 36.                  |
| 23                   | Omar Fraile (ESP)                        | 41.                  |
| 24                   | Ethan Hayter (GBR)                       | 78.                  |
| 25                   | Michał Kwiatkowski (POL) (enkeltstart)   | DNF-2                |
| 26                   | Carlos Rodríguez (ESP)                   | 31.                  |
| 27                   | Joshua Tarling (GBR) (enkeltstart)       | 39.                  |

| EF Education-EasyPost EFE | EF Education-EasyPost EFE           | EF Education-EasyPost EFE |
| ------------------------- | ----------------------------------- | ------------------------- |
| Nr.                       | Rytter                              | Placering                 |
| 31                        | Richard Carapaz (ECU) (enkeltstart) | 11.                       |
| 32                        | Hugh Carthy (GBR)                   | 6.                        |
| 33                        | Lukas Nerurkar (GBR)                | 64.                       |
| 34                        | Andrea Piccolo (ITA)                | DNF-4                     |
| 35                        | Neilson Powless (USA)               | DNF-4                     |
| 36                        | Darren Rafferty (IRL)               | 17.                       |
| 37                        | Rigoberto Urán (COL)                | 26.                       |

| Arkéa-B&B Hotels ARK | Arkéa-B&B Hotels ARK          | Arkéa-B&B Hotels ARK |
| -------------------- | ----------------------------- | -------------------- |
| Nr.                  | Rytter                        | Placering            |
| 41                   | Raúl García Pierna (ESP)      | 9.                   |
| 42                   | Alessandro Verre (ITA)        | 60.                  |
| 43                   | Baptiste Gillet (FRA)         | DNF-4                |
| 44                   | Nicolas Milesi (ITA)          | 62.                  |
| 45                   | Embret Svestad-Bårdseng (NOR) | 35.                  |
| 46                   | Pierre Thierry (FRA)          | 69.                  |

| Groupama-FDJ GFC | Groupama-FDJ GFC       | Groupama-FDJ GFC |
| ---------------- | ---------------------- | ---------------- |
| Nr.              | Rytter                 | Placering        |
| 51               | David Gaudu (FRA)      | 18.              |
| 52               | Clément Davy (FRA)     | 66.              |
| 53               | Lenny Martinez (FRA)   | 2.               |
| 54               | Quentin Pacher (FRA)   | 7.               |
| 55               | Enzo Paleni (FRA)      | 27.              |
| 56               | Eddy Le Huitouze (FRA) | DNF-4            |
| 57               | Reuben Thompson (NZL)  | 24.              |

| Caja Rural-Seguros RGA CJR | Caja Rural-Seguros RGA CJR     | Caja Rural-Seguros RGA CJR |
| -------------------------- | ------------------------------ | -------------------------- |
| Nr.                        | Rytter                         | Placering                  |
| 61                         | Julen Arriola-Bengoa (ESP)     | DNF-4                      |
| 62                         | Sebastian Berwick (AUS)        | 75.                        |
| 63                         | Jefferson Alveiro Cepeda (ECU) | 4.                         |
| 64                         | Calum Johnston (GBR)           | DNF-4                      |
| 65                         | Jokin Murguialday (ESP)        | 81.                        |
| 66                         | Thomas Silva (URU)             | 14.                        |
| 67                         | Samuel Fernández (ESP)         | 32.                        |

| Equipo Kern Pharma EKP | Equipo Kern Pharma EKP      | Equipo Kern Pharma EKP |
| ---------------------- | --------------------------- | ---------------------- |
| Nr.                    | Rytter                      | Placering              |
| 71                     | Urko Berrade (ESP)          | 44.                    |
| 72                     | Pablo Castrillo (ESP)       | 45.                    |
| 73                     | Iván Cobo (ESP)             | 42.                    |
| 74                     | José Félix Parra (ESP)      | 53.                    |
| 75                     | Ibon Ruiz (ESP)             | 25.                    |
| 76                     | Eugenio Sánchez López (ESP) | 47.                    |
| 77                     | Diego Uriarte (ESP)         | DNS-4                  |

| Burgos-BH BBH | Burgos-BH BBH            | Burgos-BH BBH |
| ------------- | ------------------------ | ------------- |
| Nr.           | Rytter                   | Placering     |
| 81            | José Manuel Díaz (ESP)   | 34.           |
| 82            | Mario Aparicio (ESP)     | 46.           |
| 83            | Victor Langellotti (MON) | 71.           |
| 84            | Alejandro Franco (ESP)   | DNF-2         |
| 85            | Eric Fagúndez (URU)      | 19.           |
| 86            | Sinuhé Fernández (ESP)   | 43.           |
| 87            | Jesús Ezquerra (ESP)     | 63.           |

| Euskaltel-Euskadi EUS | Euskaltel-Euskadi EUS   | Euskaltel-Euskadi EUS |
| --------------------- | ----------------------- | --------------------- |
| Nr.                   | Rytter                  | Placering             |
| 91                    | Joan Bou (ESP)          | 16.                   |
| 92                    | Enekoitz Azparren (ESP) | 48.                   |
| 93                    | Asier Etxeberria (ESP)  | 52.                   |
| 94                    | Txomin Juaristi (ESP)   | 23.                   |
| 95                    | Mikel Bizkarra (ESP)    | 22.                   |
| 96                    | Ibai Azurmendi (ESP)    | DNF-4                 |
| 97                    | Gotzon Martín (ESP)     | 15.                   |

| Q36.5 Pro Cycling Team Q36 | Q36.5 Pro Cycling Team Q36 | Q36.5 Pro Cycling Team Q36 |
| -------------------------- | -------------------------- | -------------------------- |
| Nr.                        | Rytter                     | Placering                  |
| 101                        | Negasi Abreha (ETH)        | 80.                        |
| 102                        | Xabier Azparren (ESP)      | 61.                        |
| 103                        | Gianluca Brambilla (ITA)   | DNF-4                      |
| 104                        | Walter Calzoni (ITA)       | 40.                        |
| 105                        | David de la Cruz (ESP)     | 29.                        |
| 106                        | Alessandro Fancellu (ITA)  | 12.                        |
| 107                        | Joey Rosskopf (USA)        | 57.                        |

| Team Polti Kometa PTK | Team Polti Kometa PTK  | Team Polti Kometa PTK |
| --------------------- | ---------------------- | --------------------- |
| Nr.                   | Rytter                 | Placering             |
| 111                   | Paul Double (GBR)      | DNF-4                 |
| 112                   | Francisco Muñoz (ESP)  | DNF-4                 |
| 113                   | Mirco Maestri (ITA)    | 51.                   |
| 114                   | Álex Martín (ESP)      | DNF-4                 |
| 115                   | Matteo Fabbro (ITA)    | 10.                   |
| 116                   | Davide Bais (ITA)      | DNF-4                 |
| 117                   | Andrea Pietrobon (ITA) | 70.                   |

| Illes Balears Arabay Cycling IBA | Illes Balears Arabay Cycling IBA | Illes Balears Arabay Cycling IBA |
| -------------------------------- | -------------------------------- | -------------------------------- |
| Nr.                              | Rytter                           | Placering                        |
| 121                              | Andrew Vollmer (USA)             | 50.                              |
| 122                              | Alex Molenaar (NED)              | 38.                              |
| 123                              | Unai Esparza (ESP)               | 74.                              |
| 124                              | Joan Albert Riera (ESP)          | DNF-4                            |
| 125                              | Asier Pablo González (ESP)       | DNF-4                            |
| 126                              | Pau Llaneras (ESP)               | DNF-2                            |
| 127                              | José María García (ESP)          | DNF-4                            |

| Efapel Cycling EFL | Efapel Cycling EFL   | Efapel Cycling EFL |
| ------------------ | -------------------- | ------------------ |
| Nr.                | Rytter               | Placering          |
| 131                | Abner González (PUR) | DNF-3              |
| 132                | Tiago Antunes (POR)  | 83.                |
| 134                | Viacheslav Ivanov    | DNF-2              |
| 135                | Joaquim Silva (POR)  | 55.                |
| 136                | Pedro Pinto (POR)    | 73.                |
| 137                | Keegan Swirbul (USA) | 84.                |

| Tavfer-Ovos Matinados-Mortágua TAV | Tavfer-Ovos Matinados-Mortágua TAV | Tavfer-Ovos Matinados-Mortágua TAV |
| ---------------------------------- | ---------------------------------- | ---------------------------------- |
| Nr.                                | Rytter                             | Placering                          |
| 141                                | Ángel Sánchez Rebollid (ESP)       | DNF-4                              |
| 142                                | João Matias (POR)                  | DNF-4                              |
| 143                                | Rafael Barbas (POR)                | 85.                                |
| 144                                | Gonçalo Carvalho (POR)             | DNF-4                              |
| 145                                | César Martingil (POR)              | DNF-4                              |
| 146                                | Nicolás Sáenz (COL)                | DNF-4                              |

| AP Hotels & Resorts-Tavira-SC Farense ATF | AP Hotels & Resorts-Tavira-SC Farense ATF | AP Hotels & Resorts-Tavira-SC Farense ATF |
| ----------------------------------------- | ----------------------------------------- | ----------------------------------------- |
| Nr.                                       | Rytter                                    | Placering                                 |
| 151                                       | Delio Fernández (ESP)                     | 82.                                       |
| 152                                       | Samuel Blanco (ESP)                       | 49.                                       |
| 153                                       | Venceslau Fernandes (POR)                 | 77.                                       |
| 154                                       | Diogo Barbosa (POR)                       | 67.                                       |
| 155                                       | Álvaro Trueba (ESP)                       | 76.                                       |
| 157                                       | Francisco Campos (POR)                    | DNF-4                                     |

| Sabgal-Anicolor SAT | Sabgal-Anicolor SAT            | Sabgal-Anicolor SAT |
| ------------------- | ------------------------------ | ------------------- |
| Nr.                 | Rytter                         | Placering           |
| 161                 | Frederico Figueiredo (POR)     | 33.                 |
| 162                 | Rafael Reis (POR)              | 72.                 |
| 163                 | Oscar Moscardo (ESP)           | DNF-4               |
| 164                 | Mathias Bregnhøj (DEN)         | 54.                 |
| 165                 | Guillermo García Janeiro (ESP) | 87.                 |
| 166                 | Duarte Domingues (POR)         | 65.                 |
| 167                 | José Sousa (POR)               | 59.                 |